# Detlef Knorrek
Detlef Knorrek, (* 6. července 1965 v Langenhagenu, Německo) je bývalý německý zápasník – judista.

## Sportovní kariéra
Připravoval se v Hannoveru. Ve svých začátcích dělal v německé reprezentaci dvojku Marcu Meilingovi. V roce 1992 si na úkor Meilinga vybojoval nominaci na olympijské hry v Barceloně. Přípravu na nominační turnaj, který němečtí trenéři předem určili, zvládal velmi dobře a celkově ve světovém poháru dosahoval kvalitních výsledků. V reprezentaci však nepatřil k oporám kvůli přehnané odpovědnosti, kterou si na sebe bral. V roce 1996 si na úkor Axela Lobensteina zajistil účast na olympijské hry v Atlantě a podobně jako před čtyřmi lety vyhořel v prvním kole. Bylo to jeho poslední vystoupení v německém judogi.

## Výsledky
| Turnaj             | 1984    | 1985    | 1986           | 1987           | 1988           | 1989           | 1990           | 1991           | 1992           | 1993           | 1994           | 1995           | 1996           |                |
| Turnaj             | 19      | 20      | 21             | 22             | 23             | 24             | 25             | 26             | 27             | 28             | 29             | 30             | 31             |                |
| Turnaj             | střední | střední | polotěžká váha | polotěžká váha | polotěžká váha | polotěžká váha | polotěžká váha | polotěžká váha | polotěžká váha | polotěžká váha | polotěžká váha | polotěžká váha | polotěžká váha | polotěžká váha |
| ------------------ | ------- | ------- | -------------- | -------------- | -------------- | -------------- | -------------- | -------------- | -------------- | -------------- | -------------- | -------------- | -------------- | -------------- |
| Olympijské hry     | —       |         |                |                | —              |                |                |                | úč.            |                |                |                | úč.            |                |
| Mistrovství Evropy | —       | —       | —              | —              | ?              | —              | —              | 3.             | —              | 7.             | —              | —              | —              |                |
| ME juniorů         | 7.      | 3.      |                |                |                |                |                |                |                |                |                |                |                |                |